# Pepermolen

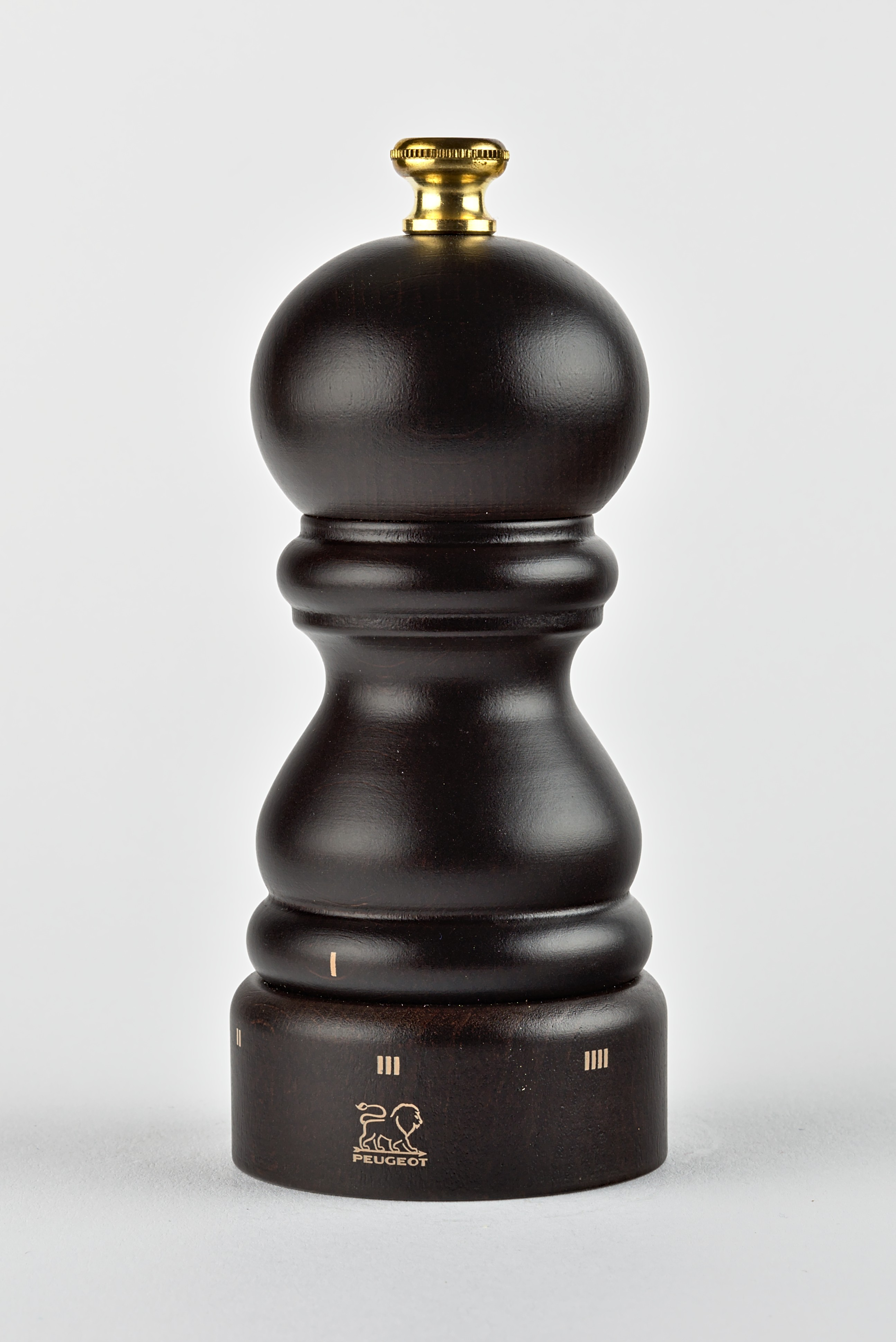
Pepermolen

Een pepermolen is een apparaat om (verse) peperkorrels te malen. Dit kan in de keuken gebeuren, maar ook aan tafel, als de maaltijd al geserveerd is. Omdat gemalen peper snel zijn smaak verliest, dient hij zo kort mogelijk voor het opdienen gemalen te worden.

## Geschiedenis
De eerste pepermolen werd waarschijnlijk in 1842 door de firma Peugeot uitgevonden; tot die tijd werd peper in een vijzel fijngestampt.

## Constructie
De pepermolen heeft een holle ruimte voor de peperkorrels, en onderin een maalwerk van metaal of keramiek. Daaromheen zit een behuizing waarvan het design belangrijk is; zij kan van hout of van plexiglas zijn. Bij een glazen pepermolen is goed zichtbaar wat voor peper er in de molen zit, en hoeveel peper er nog in zit. 